# 三好誠
三好 誠（みよし まこと）は日本のギタリスト、作曲家、編曲家。大阪府大阪市出身。大阪府立大手前高等学校、関西大学商学部卒業。

## 来歴
- 1998年 - 三好誠と、誠の姉である三好真美、麻越さとみ、松田明子の4人でrumania montevideoを結成。（その後、誠の幼馴染[1]である間島和伸が加入[注釈 1]。）
  - 姉の三好真美が主に作詞とボーカルを手がけ、弟である誠が作曲と編曲[注釈 2]を担当した。
  - 「Shine Today」（2ndインディーズミニアルバム『sunny, cloudy, rain』収録曲）、「lifevideo」（1stアルバム『rumaniamania』収録曲）、「Headphones」（3rdアナログ盤『Still for your love』収録曲）ではボーカルを担当している。
- 1999年4月14日 - rumania montevideoが、1stシングル「Still for your love」でメジャーデビュー。
- 2000年7月14日 - 渋谷CLUB QUATTROで開催されたライブコンサート『UNDOWN vol.4』に、rumania montevideoとして出演[注釈 3]。
- 2002年2月6日 - rumania montevideoが、3rdアルバム『MO' BETTER TRACKS』をもって、活動停止。
- デビューした年から、他のビーイング系アーティストにも楽曲を提供している。それに関連して、提供した曲などにギタリストとして参加していることもある。
- 活動休止後、大阪の総合カルチャースクールの作曲コースで音楽講師を務めていた。
- 2019年 - Twitterアカウントを開設し、rumania montevideoの活動再開を目指していることを表明。再始動にあたって三好姉弟の2名を基軸とした体制となること、真美はドラムを担当せずボーカルに専念する（ドラムにはspaghetti vabune!の島井直哉（しまーる。）をサポートメンバーとして迎える）ことを発表した。
- 2021年 - 元少年ナイフのLitsukoと共にユニットmophing peopleを開始。翌年1月には1枚目のEP『alternative e.p.』をリリースする。

## 楽曲提供

### 作曲
- ZARD『I feel fine,yeah』『リセット』
- WANDS『「今日、ナニカノハズミデ生きている」（作詞：AZUKI七）』
- WAG  「Odyssey」
- WAG『Free Magic（作詞：AZUKI七）』
- 上原あずみ『Bye Bye My BLUE SKY』『人生ゲーム』『Maze』
- 三枝夕夏 IN db『Change the life』『私じゃない私と似た貴方が愛する人に』『Destiny Wind Blows』『かけがえない想い君に届け』
- 吉田知加『愛シニ来テ欲シイ』『月に祈りを』
- 北原愛子『振り向けばいつもそこにいる』『明日遥か遠い海に辿り着けるように』『思い出にスクワレテモ』
- the★tambourines『真夜中気づいた funny love』『アツイナミダ』『fighting girl』『never ever』『anyway』『goodnight and thank you』『碧い午後』
- スパークリング☆ポイント『毎日アドベンチャー』
- 山口裕加里『ウレシイタメイキ』『空』
- 宇浦冴香『背中越しの笑顔』
- 滴草由実『Wonderful World』

### 編曲
- 愛内里菜『ORANGE★NIGHT（作曲：水野幹子）』
- 上原あずみ『First Love（作曲：小澤正澄、原曲：岩田さゆり）』
- 上木彩矢『Believe in YOU（作曲：大田紳一郎）』
- 三枝夕夏 IN db 『Walking in the wind with you （作曲：水野幹子）』

## レコーディング参加
- 小松未歩

「チャンス」「氷の上に立つように」「さよならのかけら」「小松未歩 2nd ～未来～」など多数
- the★tambourines

「flash back」「fighting girl」」「never ever」他
- ZARD

「運命のルーレット廻して」 「I feel fine,yeah」（アルバム「永遠」収録）
- sweet velvet

「I JUST FEEL SO LOVE AGAIN ～そばにいるだけで～」
Field of view  「crash」
WAG  「Free Magic」
愛内里菜　「orange night」「I will survive」
「our sound」
岸本早未　「dessart days」他
愛内里菜&三枝夕夏　「100もの扉」
北空未雨　「two」「fly away」
椎名佑海　「太陽」
上木彩矢　「believe in you」